# Timbuctú (Auster)
Timbuctú (Timbuktu) è un romanzo di Paul Auster del 1999. Si tratta della vita di un cane, Mr. Bones, che lotta per venire a patti con il fatto che il suo padrone senza tetto sta per morire.
La storia, ambientata nei primi anni '90, è raccontata attraverso gli occhi di Mr. Bones, che, pur non essendo antropomorfizzato, esegue un monologo interiore in inglese. La storia ruota attorno al suo ultimo viaggio con il suo padrone in difficoltà, Willy G. Christmas, a Baltimora, ma degli avvenimenti precedenti di entrambe le loro vite vengono comunque raccontati in flashback.
Il titolo del libro deriva dal concetto di vita dopo la morte proposto da Christmas, sedicente poeta, che credeva che fosse un bel posto chiamato Timbuctú, in cui cani e umani possono stare insieme e comunicare tra loro. Un importante tema ricorrente nel libro è la preoccupazione di Mr. Bones che i cani non possano andare a Timbuctú, e di conseguenza non avrebbe più potuto rivedere Willy dopo la morte.
Il racconto si basa anche sui temi dell'esistenzialismo, trovare lo scopo nella propria vita e una meditazione sull'America del tardo Novecento.

## Trama
Abituati a viaggiare insieme sulle strade americane, Willy, poeta giramondo, e Mr Bones, cane dalla spiccata intelligenza, vengono separati dai freddi giochi del destino. Mr Bones dovrà imparare a cavarsela da solo e a difendersi anche da chi sembrerà volerlo aiutare. Così continuerà a fuggire, finché in lui si farà strada la convinzione di poter raggiungere Willy a Timbuctù, terra favolosa dove uomini e cani parlano la stessa lingua e conversano da pari a pari. Che cosa sia davvero Timbuctù, Mr Bones non lo sa, a parte qualche frase sibillina buttata lì da Willy nei suoi discorsi di poeta maledetto e infaticabile clochard. Eppure è proprio in quel luogo che un brutto giorno il poeta se n’è andato lasciando solo il fedele quadrupede.

## Trasposizioni e adattamenti
Il regista ceco László Csáki si è liberamente ispirato al racconto per girare nel 2004 il cortometraggio cinematografico Fluxus Hair Trainer.
Il regista croato Borut Separovic, lo ha invece trasposto in uno spettacolo teatrale.
Nel 2009, Audible.com ha prodotto una versione audio della Timbuktu, narrato da Joe Barrett, come parte della sua linea Modern Vanguard di audiolibri.

## Edizioni
- Paul Auster, Timbuctú, traduzione di Massimo Bocchiola, collana Einaudi Tascabili, Einaudi, 1999,  pp. 150, ISBN 88-06-15216-5.